# Sanchet d'Abrichecourt
Sanchet d'Abrichecourt (né vers 1330 à Bugnicourt et mort vers 1359), seigneur d'Auberchicourt, est un des membres fondateurs de l'ordre de la Jarretière en 1348, dont il est le 25e membre.

## Origines
Il est le fils aîné de Nicholas d'Abrichecourt, venu en Angleterre en 1326 au sein des troupes rassemblées par Isabelle de France afin de renverser le roi Édouard II.

## Descendance
Sanchet d'Abrichecourt a deux fils : 
- John Dabridgecourt, connétable de la Tour de Londres ;
- Nicholas Dabridgecourt, écuyer du corps du roi Édouard III, connétable du château de Nottingham, épouse Elisabeth de Say.